# رباط پشت بادام
رباط پشت بادام روستایی در دهستان رباطات، بخش خرانق در شهرستان اردکان می‌باشد. 

## جمعیت
این روستا طبق سرشماری سال ۱۳۸۵ دارای ۸۵۸ نفر جمعیت می‌باشد که در ۲۰۳ خانوار ساکن می‌باشد.